# Spiterstulen

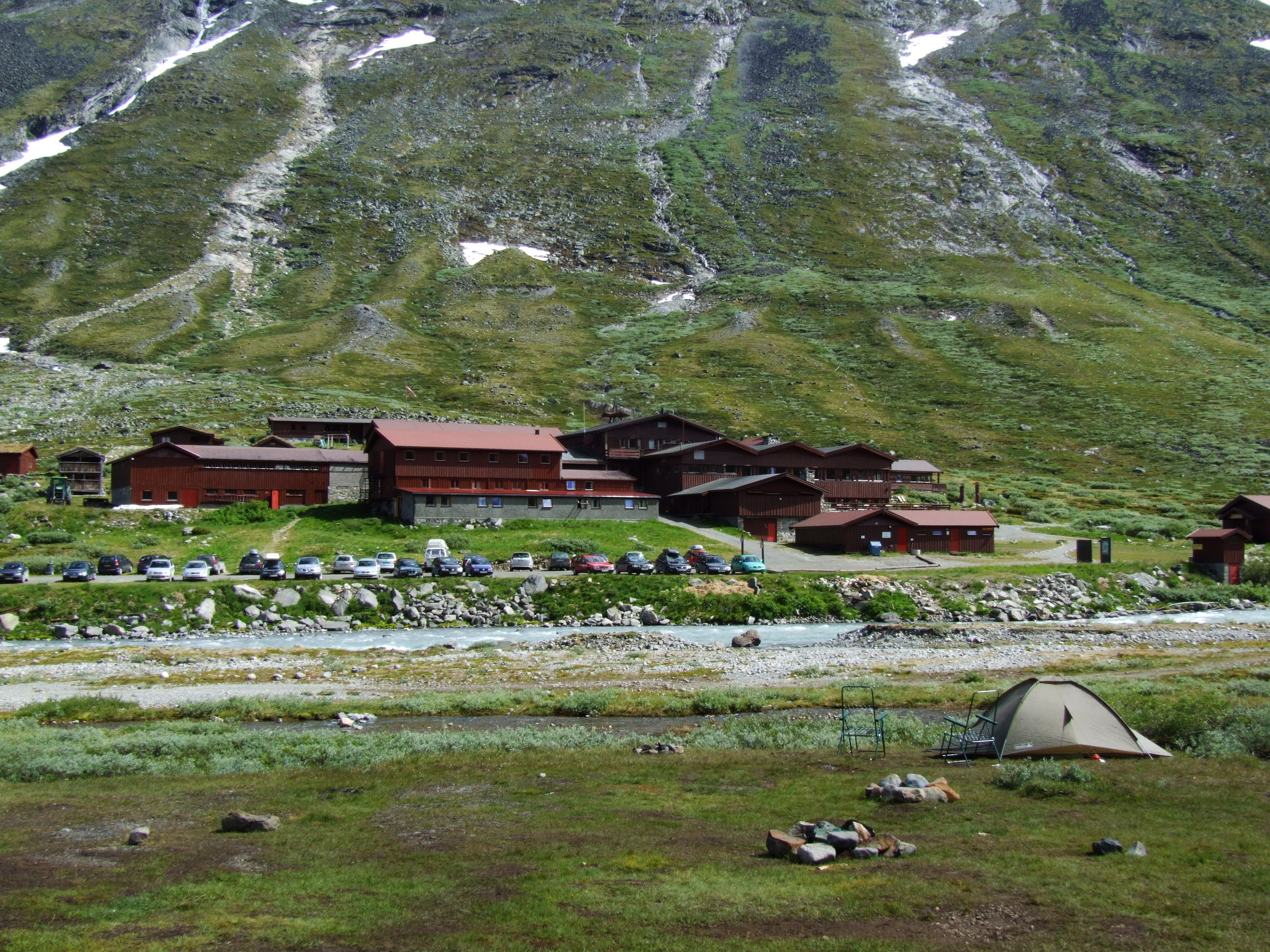
Spiterstulen

Spiterstulen är en bemannad turiststuga på 1106 m ö.h. som ligger i Visdalen i Loms kommun i Jotunheimen i Norge.  Från Spiterstulen har man kända toppar som Galdhøpiggen och Glittertind inom räckhåll. Av 26 toppar i Norge som är över 2300 m ö.h. kan man nå 17 av dessa på dagsturer från Spiterstulen.
Det går bilväg (avgiftsbelagd) ända fram till Spiterstulen, upp från länsvägen Fylkesvei 55 (Sognefjellsveien), 15 kilometer sydväst om tätorten Lom.
Stugan ligger strax öster om Galdhøpiggen och väster om Spiterhøi.
Där brukar människor hyra stugor för att bestiga berget Galdhøpiggen eller bara vandra i det.